# 203-мм гаубица образца 1929 года
203-мм гаубица Е-16 — советская буксируемая гаубица. Была создана в конструкторском бюро завода Красный путиловец на базе 203-мм гаубицы образца 1913 года.

## История создания
В конце 1920-х годов руководством завода Красный путиловец было предложено восстановить серийное производство 203-мм гаубиц образца 1913 года, однако 4 января 1928 года на предложение был получен отказ. После отказа, в инициативном порядке конструкторским бюро завода был разработан вариант модернизации гаубицы, получивший внутризаводское обозначение Е-16. 10 июля 1929 года на завод поступил заказ, предусматривавший изготовление опытного образца новой гаубицы. К 21 декабря 1930 года был изготовлен и отправлен на испытания первый опытный образец. До окончания испытаний в 1931 году заводом были изготовлены ещё 10 гаубиц, однако заказчиком они приняты не были. 5 из 10 изготовленных гаубиц в первой половине 1932 года были направлены на полигонные испытания, которые выявили серьёзные недостатки системы: перекос люлек, набросы вперёд и отказ инерционных предохранителей в затворах гаубиц. По результатам испытаний система была доработана. В 1935 году был получен заказ на доработку имевшихся 16 гаубиц, однако заказ выполнен не был. По состоянию на 1 июля 1937 года, сдано было только 2 из 16 гаубиц. В это же время были начаты работы по созданию новых 203-мм гаубиц на конкурсной основе для замены устаревшей конструкции гаубицы Е-16: М-40, У-3 и БЛ-39.

## Описание конструкции
Гаубица Е-16 представляла собой модернизацию устаревшей 203-мм гаубицы Шнейдера образца 1913 года. Вместо старого ствола длиной в 13 калибров, устанавливался новый с длиной 20 калибров, начальная скорость снаряда при этом увеличивалась до 420 м/с. Поэтому расчётная дальность составляла 14 км, вместо 11,3 у старой гаубицы. Конструкция противооткатных устройств практически не изменилась, изменены были только наковки компрессора и профиль веретена. Вместо старых деревянных колёс на лафет устанавливались стальные колёса, заимствованные от 152-мм пушки образца 1910/30 годов.

### Применяемые боеприпасы
Заряжание гаубицы Е-16 было картузным, стрельба велась всеми типами боеприпасов от 203-мм гаубицы Б-4.
| Номенклатура боеприпасов |                |                   |              |                   |                  |                                 |                                     |
| Индекс выстрела          | Индекс снаряда | Масса снаряда, кг | Масса ВВ, кг | Длина снаряда, мм | Марка взрывателя | Начальная скорость снаряда, м/с | Максимальная дальность стрельбы, км |
| Фугасные                 |                |                   |              |                   |                  |                                 |                                     |
|                          | 53-Ф-620       | 98,75             | 18,97        | 966               | 5ДТ-2            |                                 |                                     |
|                          | 53-Ф-621       | 98,35             | 15,91        | 783               | УГГ              |                                 | 9,74                                |
|                          | 53-Ф-621Г      | 98,51             | 15,91        | 783               | 4ГТ              |                                 |                                     |
|                          | 53-Ф-625       | 100               | 23,4         | 875               | РГМ-2            |                                 |                                     |
|                          | 53-Ф-625Д      | 100               | 15,77        |                   | РГМ-2            |                                 |                                     |
| Бетонобойные             |                |                   |              |                   |                  |                                 |                                     |
|                          | 53-Г-620       | 100               | 15,36        | 895               | ДБТ/КТД          |                                 | 10,91                               |
|                          | 53-Г-620Т      | 146               | 10,72        | 1017              | ДБТ              |                                 |                                     |